# Hans-Göran Johansson
Magnus Hans-Göran Johansson, född 17 januari 1958 i Värnamo kommun i Småland, är en svensk tidigare centerpartistisk politiker, som var kommunstyrelsens ordförande i Värnamo kommun 2008–2021.
Han är far till Centerpartiets partiledare och tidigare näringsministern Annie Lööf. Till yrket är han polisassistent.
Han jobbade tidigare hos polismyndigheten. 
Den 6 mars 2025 meddelade Johansson att han, efter över 52 års medlemskap, gått ur partiet.